# Natalia Kuchínskaya
Natalia Kuchínskaya n. en Leningrado, (actual San Petersburgo), Rusia, 8 de marzo de 1949,  es una gimnasta artística soviética especialista en las pruebas de la barra de equilibrio, asimétricas y suelo, que, compitiendo con la Unión Soviética, consiguió ser doble campeona olímpica en 1968.

## Carrera deportiva

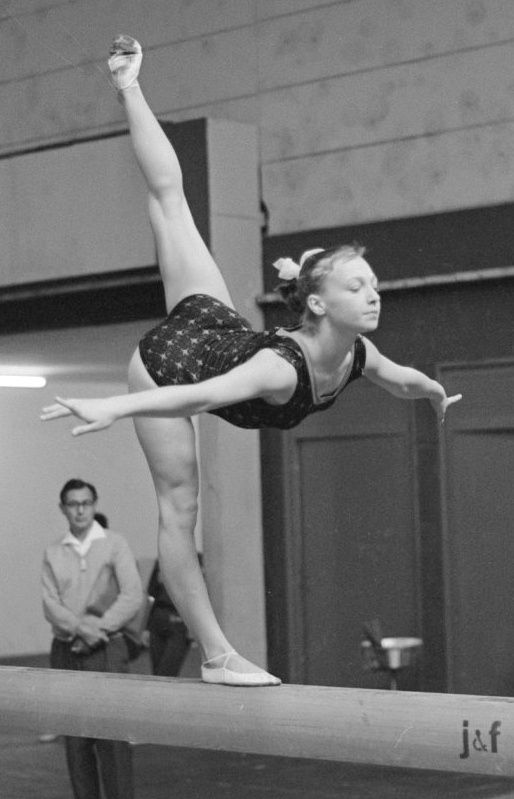
Natalia Kuchínskaya en el Campeonato Mundial (1966. Dortmund, Alemania)

En el Mundial de Dortmund 1966 ganó la importante suma de seis medallas: tres medallas de oro —asimétricas, barra de equilibrio y suelo—, plata en el concurso por equipos y en la general individual —tras la checoslovaca Věra Čáslavská— y bronce en salto de potro.
Y en los JJ. OO. de México 1968 consiguió cuatro medallas: el oro por equipos, por delante de Checoslovaquia y Alemania del Este, oro en barra de equilibrio, bronce en suelo y bronce en la general individual —tras la checoslovaca Věra Čáslavská y su compatriota la soviéitica Zinaida Voronina—.